# Людвіг III (герцог Баварії)
Людвіг III (*Ludwig III, 9 жовтня 1269 — 9 жовтня 1296) — герцог Нижньої Баварії у 1290—1296 роках.

## Життєпис
Походив з династії Віттельсбахів. Син Генріха XIII, герцога Нижньої Баварії, та Єлизавети (доньки угорського короля Бели IV Арпада). Народився у 1269 році в місті Лансгут. Замолоду не виявив державного хисту, полюбляючи розваши. У 1287 році одружився з донькою Лотаринзького герцога.
У 1290 році після смерті батька разом з братами Оттоном III і Стефаном I успадкував Герцогство Нижньобаварське. Своєю резиденцією обрав Лансгут. Втім, замало приділяв уваги розвитку державу, розередившись на прикрашання власного двору. Для цього істотно було збільшено податки, що викликало невдоволення населення.
Помер у 1296 році в Лансгуті. Влада була розділена між братами.

## Родина
Дружина — Ізабела, донька Фредеріка (Феррі) III, герцога Лотарингії.
Дітей не було.